# Movimiento Republicano y Ciudadano
El Movimiento Republicano y Ciudadano (MRC) (en francés: Mouvement Républicain et Citoyen) es un partido político francés fundado en 2003, que sucede al Movimiento de los Ciudadanos y antes que él al Centro de Estudios, Investigación y Educación Socialistas (CERES). De 2002 a 2004 formó parte del Polo Republicano. El partido aboga por un proteccionismo moderado y un estatismo fuerte.
En 2019, participó en la creación de Izquierda Republicana y Socialista (GRS) al unirse a la Alternativa para un Programa Republicano, Ecologista y Socialista, creada por Marie-Noëlle Lienemann y Emmanuel Maurel tras su salida del Partido Socialista.

## Historia

### Antecedentes
En enero de 1991, Jean-Pierre Chevènement dimitió de su cargo de ministro de Defensa para demostrar su oposición a la participación francesa en la guerra del Golfo, decisión tomada por François Mitterrand. El Movimiento de los Ciudadanos (MDC) se creó al año siguiente, reemplazando a Socialisme et République, y antes a CERES. De nuevo, en desacuerdo con el Partido Socialista sobre la cuestión del Tratado de Maastricht, el MDC se dividió para convertirse en un partido político independiente a principios de 1993.

### Fundación y primeros años
Con motivo de las elecciones presidenciales de 2002, en las que Jean-Pierre Chevènement, candidato del Polo Republicano, obtuvo el 5,33% de los votos, el Movimiento Ciudadano se transformó en Polo Republicano. Tras su fracaso en las elecciones legislativas de 2002 (no obtuvo ningún representante electo, frente a 7 representantes electos del MDC), los disidentes fundaron la AGR.
Los días 25 y 26 de enero de 2003 se realizó el congreso fundacional del Movimiento Republicano y Ciudadano. Reúne principalmente a antiguos miembros del MDC, entre ellos su presidente honorario, Jean-Pierre Chevènement, su primer secretario, Jean-Luc Laurent y su portavoz, Georges Sarre. El Polo Republicano subsiste entonces como una confederación compuesta a partes iguales por miembros del MRC y representantes de los demás componentes (gaullistas de la Unión Gaullista para una Francia Republicana (UGFR), radicales de la Unión de Republicanos Radicales (U2R)).
En junio de 2003, cuatro secretarios nacionales del MRC, entre ellos Éric Coquerel y el exjuez Éric Halphen, decidieron a su vez dimitir y fundaron el Movimiento disidente por una Alternativa Republicana y Social (MARS), que se acercaría al Partido Comunista Francés y a la AGR.
Durante el XX Congreso de París, en el gimnasio del Bidasoa en noviembre de 2004, el MRC eligió como primer secretario al exministro Georges Sarre con el 69% de los votos y se aprobaron los medios para una acción militante en la campaña por él no al Tratado constitucional europeo, victoriosa el 29 de mayo de 2005.
Las autoridades del MRC decidieron el 10 de diciembre de 2006, no presentar la candidatura de Jean-Pierre Chevènement a las elecciones presidenciales de Francia de 2007 y apoyar a Ségolène Royal del Partido Socialista en la primera vuelta. El acuerdo electoral previo que se reservasen en las elecciones legislativas de 2007, un total de 10 distritos electorales para los candidatos del MRC, que también contarían con el apoyo del PS, y que se reservarían seis plazas suplentes para los candidatos socialistas al MRC. En unas sesenta circunscripciones, el MRC presenta sus propios candidatos junto a los candidatos presentados o apoyados por el PS (40). Finalmente, obtuvo solo un escaño, el de Christian Hutin en el Norte, que se unió al grupo Socialista en la Asamblea Nacional.

### Presidencia de Jean-Pierre Chevènement
El 22 de junio de 2008, Jean-Pierre Chevènement asumió la presidencia efectiva del MRC durante el congreso en Kremlin-Bicêtre (Val-de-Marne), con el apoyo de 167 votos de 178 electores. Chevènement anunció con esta ocasión su ambición de presentarse a las elecciones al Senado en septiembre del mismo año. También hizo un llamamiento al Partido Socialista y al Partido Comunista Francés para la fundación de un gran partido de izquierdas, cuyo líder sería el único candidato de izquierdas en las elecciones presidenciales de 2012.
Durante las elecciones al Senado, el MRC consiguió un senador, Jean-Pierre Chevènement, que ganó el escaño del Territorio de Belfort en el marco de una contienda triangular que le opuso al candidato socialista del Partido Socialista Yves Ackermann y a la UMP, el 21 de septiembre de 2008. A finales de noviembre, el senador de Loira Atlántico, François Autain, abandona el MRC para unirse al Partido de Izquierda, reduciendo el número de senadores del partido a uno y poniendo fin a su grupo conjunto con el Partido Comunista Francés, el CRC.
En 2009, a falta de un “acuerdo con todas las fuerzas de izquierda” sobre las elecciones europeas y tras negociaciones infructuosas con el Partido Socialista y el Frente de Izquierda, el MRC decidió renunciar a participar en estas elecciones, prefiriendo prepararse para “los próximos plazos y más particularmente los de 2012”. Esta instrucción no fue seguida por todo el MRC, y varias federaciones y cargos del partido decidieron unirse al Frente de Izquierda, la mayoría de las veces en el marco de la nueva organización “República y Socialismo”. El 14 de mayo, Jean-Pierre Chevènement anunció en un comunicado de prensa que el MRC apelaba oficialmente al voto en blanco o nulo.
Durante las elecciones regionales de marzo de 2010, el MRC llegó a un acuerdo con el Partido Socialista y obtuvo 19 consejeros electos. El 9 de noviembre de 2010, consejeros regionales del MRC de la Isla de Francia, Guillaume Vuilletet y Éric Chevaillier, anunciaron su incorporación a Europe Écologie. Esto redujo a cinco el número de consejeros del MRC en el consejo regional de Isla de Francia.
El 9 de marzo de 2012, el MRC firmó con el Partido Socialista un “contrato legislativo” que “fundó su alianza para 2012”.

Los días 15 y 16 de diciembre, durante su VI congreso, el MRC reeligió a Jean-Luc Laurent como presidente y lanzó en 2013 una convención nacional sobre la cuestión europea para preparar las elecciones europeas de 2014. Estaba precedida por convenciones locales, abiertas "a otros partidos de izquierda, a las asociaciones, al mundo del trabajo, a los empresarios, a quienes piensan en el futuro de Europa". Finalmente, el partido anunció a principios de mayo que no presentaría candidatos en estas elecciones y llamó a los electores a boicotear la votación:
Cada cinco años la misma campaña de comunicación vuelve a “vender” a los ciudadanos este parlamento sin pueblo. […] Esta ridícula elección se llevará a cabo sin nosotros.

### Elecciones presidenciales de 2017
El 13 de junio de 2015, durante su VII congreso, Jean-Pierre Chevènement anunció que dejaba la presidencia honoraria del MRC para “recuperar su libertad”. Esta decisión fue criticada por Jean-Luc Laurent, que lamento las declaraciones públicamente y la considera un “rechazo a los procedimientos democráticos y al voto de los militantes”. Esta salida, provocada por el rechazó del congreso del MRC en votación a la propuesta de Chevènement de crear un diálogo preferencial con Nicolas Dupont-Aignan y su partido Debout la France. Salida que fue respaldada por este último.
La moción aprobada en el congreso por el 88,5% de los delegados confirmó que el MRC era un partido de izquierdas y afirmó la presencia de un candidato para las elecciones presidenciales de 2017. Para ello, la nominación se adjudicó el 7 de febrero de 2016 a Bastien Faudot de 37 años, portavoz del partido, concejal departamental del Territorio de Belfort y concejal municipal de Belfort. Inicialmente se suponía que su candidatura formaría parte de las primarias ciudadanas de 2017, pero el primer secretario del Partido Socialista, Jean-Christophe Cambadélis, la rechazó. Se retiró la candidatura el 12 de marzo de 2017 con 18 patrocinios validados.

### Creación de la izquierda republicana y socialista
En octubre de 2018, un consejo nacional del partido validó una resolución destinada a unir fuerzas con la Alternativa para un Programa Republicano, Ecologista y Socialista (APRÉS), creada por Marie-Noëlle Lienemann y Emmanuel Maurel. El Movimiento Republicano y Ciudadano actúa durante su congreso nacional en París Reuilly, los días 1 y 2 de diciembre de 2018, para comprometerse a partir de 2019 a la creación de una “nueva formación política” conjunta con las fuerzas del APRÉS y destinada a convertirse en la “casa común de la izquierda republicana”. Las reuniones fundacionales celebradas en Valence los días 2 y 3 de febrero de 2019 dieron origen a una nueva formación política llamada Izquierda Republicana y Socialista (GRS). De acuerdo con lo adoptado durante su congreso nacional en diciembre de 2018, con la formación de la GRS, el MRC no ha perdido su personalidad propia.
Para las elecciones europeas de 2019, el MRC presentó una candidata en la lista Ahora la Gente, de La France insoumise y de la GRS, Catherine Coutard, médica de urgencias y vicepresidenta del partido.
Antes de las elecciones presidenciales de 2022, el MRC y la GRS desertaron de Mélenchon y participaron en la campaña abortada de Arnaud Montebourg. El 9 de marzo, tras la retirada en enero de Arnaud Montebourg, el partido anunció su apoyo a Fabien Roussel (PCF). Participó en la fundación de la Federación de Izquierda Republicana, en abril de 2022, con la Izquierda Republicana y Socialista, la Nueva Izquierda Socialista y la Izquierda Radical (LRG, escindida del PRG) con miras a las elecciones legislativas de 2022.
Durante las elecciones europeas de 2024, forma parte de la lista "Izquierda Unida por el mundo del trabajo apoyado por Fabien Roussel" junto al Partido Comunista Francés, la Izquierda Republicana y Socialista, los Radicales de Izquierda y L'Engagement.

## Estructura nacional

### Presidentes del partido
| Nombre (Nacimiento-muerte) | Nombre (Nacimiento-muerte)         | Imagen | Período en el cargo     | Período en el cargo |
| Nombre (Nacimiento-muerte) | Nombre (Nacimiento-muerte)         | Imagen | Inicio                  | Final               |
| -------------------------- | ---------------------------------- | ------ | ----------------------- | ------------------- |
|                            | Georges Sarre (1935-2019)          |        | 28 de noviembre de 2004 | 22 de junio de 2008 |
|                            | Jean-Pierre Chevènement (1939-)    |        | 22 de junio de 2008     | 27 de junio de 2010 |
|                            | Jean-Luc Laurent (1957-2024)       |        | 27 de junio de 2010     | 11 de enero de 2024 |
|                            | Thierry Cotelle (Interino) (1965-) |        | 11 de enero de 2024     | Presente            |

La siguiente gráfica detalla la duración de los presidentes del partido desde que fueron elegidos hasta su dimisión del cargo, indicando la fecha de los cambios de nombre del partido y tomando como punto de partida el año 2003.